# روستيخ
روستيخ (باللغة الروسية: Ростех)، سابقًا «روستيخنولوغيي» (بالروسية: Ростехнологии) هي مؤسسة حكومية روسية تم تأسيسها في أواخر عام 2007 من أجل تعزيز عملية تصميم وتصنيع وتصدير المنتجات الصناعية ذات التقنيات العالية والطابعين المدني والعسكري وتضم المؤسسة ما يزيد على 700 شركة تم تشكيلها في 14 شركة قابضة وتعمل إحدى عشر شركة قابضة ضمن المجمع الصناعي الدفاعي وثلاثة شركات قابضة في مجالات الصناعة المدنية. وتنتشر الشركات التابعة لمؤسسة "روستيخ في 60 وحدة إدارية روسية ويتم تصدير منتجاتها إلى أكثر من 70 دولة. 
تم تأسيس «روستيخ» في عام 2007 كشركة سميت بـ «المؤسسة الحكومية» وهو نوع خاص جدا من الشركات المنصوص عليها قانونيا في روسيا. هذا وتأسست الشركة الحكومية من المساهمات المالية التي قدمتها روسيا الإتحادية. ويرأس المؤسسة سيرغي تشيميزوف. ويقع مقرها الرئيسي في موسكو.
 التسمية الكاملة باللغة الروسية هي Государственная корпорация по содействию разработке, производству и экспорту высокотехнологичной промышленной продукции «Ростех»». التسمية المختصرة باللغة الروسية هي Госкорпорация Ростех. التسمية الكاملة باللغة العربية هي الشركة الحكومية لتعزيز عملية تصميم وإنتاج وتصدير المنتجات الصناعية ذات التكنولوجيا العالية «روستيخ». التسمية المختصرة باللغة العربية هي شركة «روستيخ». هذا وكانت الشركة «روستيخ» تعرف بـ «روستيخنولوغيي» حتى ديسمبر 2012. 

## التاريخ
في 23 نوفمبر 2007 صادق الرئيس الروسي فلاديمير بوتين على القانون الفدرالي لتأسيس «روستيخنولوغيي» كشركة حكومية وفي 9 نوفمبر قام مجلس الدوما بإقرار هذا القانو وقامت الدولة بتقديم 443 شركة كأسهم في رأس مال المؤسسة	. هذا وكان إجمالي خسائر هذه الشركات يبلغ 630 مليارروبل علما بأن أكثر من 30% منها كان في حالة تسبق الأزمة أوفي حالة أزمة فكان هناك 28 شركة في مرحلة الإفلاس و17 شركة لا يؤدي أي عمليات تجارية و27 شركة فقدت جزء من ممتلكاتها أو يهددها الخطر المالي لفقدان الممتلكات. وكان هناك نزاعات ضمن رئاسة بعض الشركات التي ضمتها «روستيخنولوغيي». ففي الوقت الذي حصلت فيه «روس اوبورن بروم» (Rosoboronprom) وهي شركة إنضمت في وقت لاحق إلى «روستيخنولوغيي» على حصة مسيطرة في فيسيمبو-أفيسما في عام 2006 كان النزاع بين مساهميها قد أدى بها إلى الأزمة. ففي أكتوبر 2005 أوقفت المصلحة الفيدالية للأسواق المالية (FFMS) كافة التداولات بالأسهم العادية للشركة في بورصة RTS وبورصة موسكو MICEX.  

## القطاعات
تنتشر الشركات القابضة الرئيسية في 3 قطاعات وهي: الطيران، الإلكترونيات، التسليح.
قطاع الطيران:
- مروحيات روسيا
- الشركة المتحدة للمحركات
- كريت (KRET) (الكونسيرن «راديوإلكتورنيك تكنولوجيز»)
- Technodinamica تيخنوديناميكا (حتى عام 2015 الشركة القابضة «معدات الطيران»)

مجموعة الالكترونيات:
- Ruselectronics (روسإلكترونيكس)
- Shvabe (حتى 26 أكتوبر 2012 Optical Systems and Technologies (الأنظمة والتقنيات البصرية [15])
- الشركة المتحدة لتصنيع الأدوات • كونسيرن «أفتوماتيكا» (AVTOMATIKA)

مجموعة التسليح:
- كونسيرن «تيخماش» (Tecmash)
- «فيسوكو توتشنيي كومبليكسي» (الأنظمة عالية الدقة)
- «ر تي- تشيمكوكبوسيت» (RT-Chemcomposite)
- كونسيرن «كلاشينكوف»
- الاتحاد العلمي الصناعي «سبلاف» (NPO SPLAV) • مركز الأبحاث العلمية لبناء الأجهزة الدقيقة (TSNIITOCHMASH)

شركات أخرى:
- «روس أوبورون إكسبورت»
- VSMPO-AVISMA
- RT-Business Development (ر تي لتنمية العمال)
- الشركة الوطنية للبيولوجيا المناعية
- شركة «كاماز»
- شركة «أفتوفاز»

### قطاع الطيران

#### «مروحيات روسيا»
أنشات المؤسسة «روستيخ»  شركة «مروحيات روسيا» التي تشغل المركز الأول في العالم من حيث حجم مبيعات المروحيات المقاتلة الضاربة والتي خلفها سيكورسكي وبيل ويوروكوبتر.
- مايزيد على 8500  طائرة مروحية روسية تستخدم في أكثر من 100 بلد في العالم
- تتمتع المروحيات الروسية بحصة تلبغ 85% من الأسواق الوطنية و14% من الأسواق الدولية
- تقدر حاصلة المؤسسة من طلبيات المروحيات بـ 396,1 مليار روبل (808 مروحية)

في عام 2011  قامت «مروحيات روسيا» والشركة الايطالية «أغوستاوستلاند» (Agustawestland) بالإتفاق على تأسيس شركة «هاليفرت» (helivert) المشتركة للبدء بإنتاج الطائرات المروحية متعددة الأغراض بمحركين " AW139" في روسيا. هذا ويقع المصنع المنتج في بلدة توميلينو في ضواحي موسكو.
في عام 2017 قام الصندوق الروسي للاستثمارات المباشرة (RDIF) بتشكيل كونسورتيوم (اتحاد) يضم أهم صناديق (مشتثمري) الأموال في الشرق الأوسط ووضع اللمسات الأخيرة على صفقة شراء حصة الأقلية في «مروحيات روسيا» " (جزء من المؤسسة الحكومية «روستيخ») هذا وتقدر القيمة الإجمالية لـ «مروحيات روسيا» بـ 2,35 مليار دولار.
تضم الصفقة مرحلتين وتشمل المرحلة الأولى بيع حصة تبلغ 12% وإستثمار 300 مليون دولار بالإضافة إلى زيادة محتملة لاحقا للإستثمارات تم الإتفاق عليها لتصل إلى 600 مليون دولار ومن شأن الصفقة زيادة رأس المال المخول للشركة القابضة. هذا وسيتم تجميع كمية كبيرة من الأموال داخل الشركة. وهذه الأموال تلزم لتطبيق إستراتيجية الشركة وتنفيذ خطتها التجارية بما في ذلك تطوير الأنواع الجديدة من الطائرات المروحية. بالإضافة إلى ذلك ستساعد هذه الأموال على تنفيذ البرنامج الإستثماري للشركة القابضة وكذلك تمويل الإجراءات المحتملة المتعلقة بـالدمج والإستحواذ (M&A) والهادفة لزيادة قيمة الشركة القابضة وتمويل برامج الإستثمار.

#### الشركة المتحدة للمحركات
وهي مجموعة شركات مسؤولة عن إنتاج المحركات لمشاريع الطيران العسكري والمدني ومشاريع إستكشاف الفضاء. وتقوم بتصنيع التوربينات القوية لتوليد الطاقة الكهربائية والحرارة ووحدات ضغط الغاز وتوربينات الغاز البحرية.
قامت الشركة المتحدة للمحركات بإنشاء نموذج جديد من المحرك الخاص بالطيران "PD-14" للطائرات من الجيل القادم "MS-21" وكذلك المحرك المخصص للإغراض العسكرية من الجيل القادم والخاص بالطائرات المقاتلة النفاثة من الجيل الخامس وكذلك محركات المروحيات وإلخ. كما قامت الشركة أيضا بتصميم توربينات غاز جديدة تبلغ سعتها 60-110 ميغاواط وتقديمها إلى السوق.

#### «كريت» (KRET) (الكونسيرن «راديوإلكتورنيك تكنولوجيز»)
تقوم «كريت» بتصميم وتصنيع المعدات العسكرية الراديوإلكترونية ومعدات التعرف الإلكتروني لأمن الدولة ومعدات الطيران والأجهزة الراديوإلكترونية وأجهزة القياس متعددة الأغراض والوصلات الكهربائية القابلة للفصل وتشكيلة واسعة من المنتجات المدنية. هذا وقامت مجموعة الشركات بتصميم واحدة من المنظومتين الراداريتين الحكوميتين الموجوديتن حاليا. وتطمح الشركة لدخول سوق الشركات العالمية الكبرى في مجال الوصلات القابلة للفصل.

#### "تيخنوديناميكا" (Technodinamica) (الشركة القابضة "معدات الطيران" حتى عام 2015)
وهي الرائدة في روسيا في مجال تصميم وتصنيع معدات الطيران بما في ذلك الشاسيه ومنظومات الوقود ومنظومات التحكم بالطيران ووحدات الدعم بالطاقة.
- تختص في تطوير وإنتاج:
- أنظمة وأجهزة التحكم بالمحرك
- أنظمة الإعاشة وأنظمة الإنقاذ والطوارئ
- أنظمة التحكم ووحدات الإنجاز
- الأنظمة الهيدروليكية ومنظومات الوقود
- أنظمة الإمداد بالطاقة والقواطع الكهربائية
- وحدات الدعم الاحتياطي بالطاقة
- معدات الإقلاع والهبوط

### قطاع الإلكترونيات

#### «روسإلكترونيكس» (Ruselectronics)
جمعت شركة «روسإلكترونيكس» في كيانها الشركات المتخصصة  بتصميم وصناعة العناصر والأجهزة والمعدات الإلكترونية، والمعدات التي تعمل بالموجات الدقيقة والأجهزة شبه الموصلية.

#### الشركة القابضة Shvabe
شركة Shvabe هي المسؤولة عن تصميم وإنتاج المنظومات البصرية الإلكترونية ذات التكنولوجيا العالية للأغراض العسكرية والمدنية على حد سواء وكذلك تصنيع المعدات البصرية والطبية ومعدات إدخار الطاقة.

#### الشركة المتحدة لتصنيع الأدوات
مؤسسة لتصنيع المنتجات ذات التقنيات العالية والقادرة على المنافسة في مجال أدوات وأنظمة الإتصال وأنظمة الإدارة الآلية والأمن الإلكتروني والأنظمة الآلية (الروبوت) التي تلبي المتطلبات الحديثة بالإضافة إلى المنتجات المدنية ذات الاستخدام المزدوج وذات القابلية العالية للتصدير.

#### الشركة القابضة «أفتوماتيكا» (AVTOMATIKA)
«أفتوماتيكا» هي أكبر مؤسسة معنية بمسائل أمن المعلومات في روسيا الإتحادية وكذلك بتطوير وإنتاج المعدات الاتصال السري وأنظمة حماية المعلومات وأنظمة الاتصالات عن بعد وكذلك أنظمة الإدارة الآلية الخاصة.

### قطاع التسليح

#### كونسيرن " تيخماس" (Tecmash")
تختص الشركة «تيخماش» بتصميم وإنتاج مواد الصرف لدعم القدرات القتالية للقوات الأساسية الضاربة في الجيش.
إن كيان الشركة القابضة الشركة المساهمة المغلقة مركز البحث والإنتاج «تيخماش» يشمل حاليا 48 شركة للإنتاج الذخيرة والمواد الكيميائية الخاصة و47 شركة تتبع المجمع الصناعي العسكري وتم إدراجها في السجل الموحد للمؤسسات الصناعية العسكرية لروسيا الإتحادية. هذا ويتمتع عدد كبير من الشركات ومراكز البحث التي تم ضمها إلى الشركة القابضة بتاريخ عريق يمتد لعدة عقود. وتنتشر الشركات التابعة للشركة القابضة في 15 إقليم من أقاليم روسيا الإتحادية.

#### «فيسوكو توتشنيي كومبليكسي» (الأنظمة عالية الدقة)
«فيسوكو توتشنيي كومبليكسي» هي جزء من المجمع الصناعي الدفاعي يركز نشاطه على الأنظمة عالية الدقة والأسلحة المخصصة لمنطقة القتال التكتيكي. هذا وتقوم الشركة بتنفيذ كامل دورة إنتاج الأسلحة والمعدات الدفاعية ابتداء بفكرة الابتكار وانتهاء بتوزيع المنتجات.

#### «ر تي- تشيمكومبوسيت» (RT-Chemcomposite)
وهي مجموعة شركات تجري الأبحاث المبتكرة وتقوم باعمال التصميم في مجال مواد البوليمر المركبة والمنتجات المتكاملة المخصصة لأغراض إستكشاف الفضاء وأغراض الطيران وللأسلحة والمعدات العسكرية والنقل البري والبحرى ومؤسسات توليد الطاقة وغيرها من قطاعات الصناعة.

#### «كلاشينكوف كونسيرن»
في 13 أغسطس 2013 تم دمج مصنعي «إجماش» و«إيجفسك» الميكانيكيين في كيان أطلقت عليه التسمية الرسمية «كلاشينكوف كونسيرن». 51% من أسهم «كلاشنيكوف كونسيرن» تملكها المؤسسة «روستيخ» و49% من الأسهم ملك لمستثمرين من القطاع الخاص. «كلاشينكوف كونسيرن» الآن هو أيضا أكبر وأهم شركة في روسيا لتصنيع أسلحة القتال الألية والأسلحة القناصة والقذائف الموجهة ومجموعة كبيرة من المنتجات المدنية بما فيها بنادق الرش والبنادق الرياضية والماكينات والأدوات.
في عام 2017 وبموافقة من مجلس إدارة المؤسسة الحكومية «روستيخ» تم تقديم مسألة بيع أسهم مجموعة «كلاشينكوف» لاندري بوكاريوف وأليكسي كريفوريتشكو إلى هيئة الرقابة للنظر فيها.
تجدر الإشارة إلى أن نسبة الأوراق القيمة الخاضعة للبيع تشكل 26% ناقص سهم واحد.
وقال مدير عام المؤسسة الحكومية «روستيخ» سيرجي تشيميزوف أنه «في حال تمت الموافقة على عملية البيع فإن حصة المستثمرين من القطاع الخاص في رأس المال المخول لمجموعة «كلاشينكوف» ستزيد لتصل إلى 75% ناقص سهم واحد. وبذلك ستقوم المؤسسة الحكومية بحجز الحصة الحاجبة من الأسهم وهي 25% زائد سهم واحد».
وحسب أقوال ممثلي المؤسسة الحكومية فإن إستراتيجية تنمية «روستيخ» المعتمدة حتى عام 2025 تفترض أن يتم جذب المستثمرين من القطاع الخاص إلى مختلف الممتلكات. تملك المؤسسة الحكومية حاليا 51% من أسهم «كلاشنيكوف».أما بوكاريوف ومدير عام مجموعة «كلاشينكوف» كريوفوروتشكو فيحتفظان  بنسبة 49% من الأسهم والتي تم شراؤها في عام 2014 مقابل 1.3 مليار روبل.
إن «كلاشينكوف» هو أكبر مصنع في روسيا للأسلحة القتالية والصواريخ الموجهة ولإنتاج تشكيلة واسعة من المنتجات المخصصة للأسواق المدنية: بنادق الرش وبنادق الرياضية والآليات والأدوات.
هذا وتبلغ حصة «كلاشينكوف» 90% من إجمالي إنتاج البنادق الآلية و95٪ من إجمالي إنتاج البنادق القناصة في روسيا.

#### الاتحاد العلمي الصناعي «سبلاف» NPO SPLAV
إن الشركة القابضة «سبلاف» هي إحدى الشركات العالمية الرائدة في مجال تصميم وتصنيع المنظومات الصاروخية القابلة لإعادة الاستخدام (أنظمة إطلاق الصواريخ المتعددة) كما تعتبر إحدى الشركات الرئيسية التي تمد السوق العالمية بالأسلحة الروسية في القطاع المعني. وهي الشركة القابضة الوحيدة في روسيا التي تقوم بتصميم المنظومات الصاروخية القابلة لإعادة الاستخدام (أنظمة إطلاق الصواريخ المتعددة) والطلقات.

#### «تسنيي تيخماش» (TSNIITOCHMASH)
«تسنيي تيخماش»  هي المصمم والمصنع الأساسي للأسلحة المخصصة للجيش الروسي وقوات وزارة الداخلية.
تقوم «تسنيي تيخماش»  بتحديد إتجاهات تصميم الأسلحة الخفيفة وأجهزة التدريب وبعض المعدات الميدانية الفردية وتنفيذ عملية التصميم هذه وإجراء الأبحاث العلمية واختبار أنطمة التحكم بالذخيرة الدقيقة الموجهة (وكذلك الحماية منها) والأنظمة المدفعية الميدانية والمواد الحديثة. 

### شركات أخرى

#### «روس أوبورون إكسبورت»
«روس أوبورون إكسبورت» وهي الشركة الوحيدة المخولة لدى الدولة لتصدير واستيراد كامل مجموعة المنتجات والتكنولوجيا والخدمات العسكرية وذات الأستخدام المزدوج.
85% من صادرات السلع العسكرية الروسية هي للشركة «روس أوبورون إكسبورت».
- تبلغ حاصلة طلبيات الشركة 45 مليار دولار أمريكي. - تقوم الشركة بتصدير
- المعدات العسكرية إلى أكثر من 70 ب

تبلغ صادرات «روس أوبورون إكسبورت» من الأسلحة 13.8 مليار دولار أمريكي (2015).

#### VSMPO-AVISMA
تقوم بإنتاج 30% من التيتانيوم في العالم. وضعت الشركة بالتعاون مع شركة بوينغ تقنيات جديدة للتيتانيوم مما ساعد على التقليل من وزن الطائرات وأمن توفير كبير للوقود. تقوم الشركة VSMPO-AVISMA اليوم بتصدير 70% من منجاتها.
في حساب الشركة 40% من التيتانيوم المطلوب لشركة بوينغ و60% من المطلوب لـ " “Airbus’s و100% من المطلوب لـ "Embraer’s". زادت الأرباح الصافية لـ VSMPO-AVISMA بمعدل يزيد على 80 مرة حيث إرتفعت من 173 مليون روبل في عام 2009 لتصل إلى 14 مليار روبل (350 دولار مليون دولار) في عام 2015.

#### RT-Business Development (ر تي لتنمية العمال)
الشركة المحدودة «ر تي لتنمية الأعمال» مسؤولة عن تنفيذ إستراتيجية المؤسسة «روستيخ» الهادفة لزيادة رأسملة المشاريع في قطاع تكنولوجيا التجارة المتقدمة ومواد الخام والبنية التحتية المعنية بهذين القطاعين.

#### الشركة الوطنية للبيولوجيا المناعية
شركة قابضة لصناعة الأدولية تقوم بأعمال البحث والتنمية في مجال الأدوية البيولوجية المناعية.

#### شركة «كاماز»
«كاماز» هي الشركة الروسية الرائدة في تصنيع سيارات الشحن ومحركات الديزل.
- تشكل حصتها 52٪ من سوق الشاحنات الروسية
- تشغل المرتبة الرابعة عشر بين منتجي الشاحنات الدوليين
- تشغل المرتبة الثامنة بين منتجي محركات الديزل الدوليين - أقامت علاقات شراكة
- إستراتيجية مع مجموعة «دايملر» (Daimler)

وقد فاز فريق «كاماز ماستر» 13 مرة في سباق (رالي) «داكار».

#### شركة «أفتوفاز»
يشغل الائتلاف «رينو-نيسان-أفتوفاز» المرتبة الرابعة بين أكبر مصنعي السيارات في العالم.
تشكل حصة الائتلاف 30% من التسميات التجارية في السوق الروسي للسيارات.
سيقوم مصنع مدينة تولياتي بحلول عام 2020 بإنتاج مايزيد على مليون سيارة سنويا مما سيجعله أكبر مصنع للسيارات في أوروبا. وسيقوم الائتلاف بإستثمار أكثر من 742 مليون دولار أميركي في عملية تحديث الإنتاج وهو يقوم بالفعل بإعداد تقنيات مبتكرة. ولقد تم تدشين خط إنتاج جديد وحديث تصل قدرته الإنتاجية إلى 350.000 سيارة سنويا. خصصت خطوط التصنيع الجديدة لإنتاج خمسة نماذج مختلفة من ثلاثة تسميات تجارية وهي «لادا» و«رينو» و«نيسان». هذا وبدأت الشركة في عام 2015 بإنتاج نموذجين جديدين يحملان التسميتين التجاريتين «لادا –إكس راي» (Lada XRay) و«لادا –فيستا» (Lada Vesta).

## الأعمال
بنهاية عام 2016 تضم «روستيخ» حوالي 700 شركة. وتشمل إتجاهات نشاطها القطاعات التالية:
- تصنيع الطائرات المروحية
- معدات الطيران وإلكترونيات الطيران ومحركات الطائرات
- التسليح والمعدات الحربية والخاصة (الذخيرة والأسلحة عالية الدقة والمجمعات القتالية والصواريخ التكتيكية ومجمعات الأسلحة الخاصة ومعدات القتال الراديو إلكترونية والأنظمة الرادارية لأمن الدولة)
- المعدات الراديو إلكترونية والمكونات (العناصر) الإلكترونية
- لأجهزة البصرية والبصرية الالكترونية
- تكنولوجيا المعلومات والاتصال عن بعد
- المعدات الطبية
- المواد المركبة
- البيو تكنولوجيا
- بناء السيارات والمعدات الهندسية[12]

وفقا للقانون الفدرالي "حول المؤسسة الحكومية "روستيخنولوغيي" يتمثل الهدف الأساسي للشركة في "تعزيز عملية تصميم وتصنيع وتصدير الصناعات ذات التكنولوجيا العالية عن طريق تقديم الدعم للمؤسسات الروسية في السوقين الداخلي والخارجي وعلى وجه الخصوص لمصممي ومصنعي منتجات التكنولوجيا العالية ولأي مؤسسات تستطيع "روستيخنولوغيي" التأثير على إتخاذ القرارات فيها نظرا لوجود حصة مسيطرة لها في رأس المال أو وفقا لإتفاقيات تم إبرامها، وكذلك لجذب الاستثمارات إلى المؤسسات التي تعمل في مختلف قطاعات الصناعة بما في ذلك التابعة للمجمع الصناعي الدفاعي".

### الأهداف الاستراتيجية
الأهداف الأساسية لـ«روستيخ» هي تعزيز عملية تصميم وتصنيع وتصدير الصناعات ذات التكنولوجيا العالية عن طريق تقديم الدعم للمؤسسات الروسية في السوقين الداخلي والخارجي وجذب الاستثمارات إلى المؤسسات التي تعمل في مختلف قطاعات الصناعة بما في ذلك التابعة للمجمع الصناعي العسكري.
- تحقيق مكانة رائدة في أسواق المنتجات الهندسية ذات التكنولوجيا العالية
- رفع قيمة المؤسسة التجارية والرأسمالية
- إنتاج معدات عسكرية عالية الجودة تفوق نظيراتها الأجنبية
- الحفاظ على مكانة روسيا في السوق الدولي للأسلحة والمعدات العسكرية تعزيز هذه المكانة.

### المهمة
- المساعدة على تنفيذ سياسة الدولة للتنمية المبتكرة للاقتصاد الروسي
- وضع معايير عالية لتقنيات الصناعة وتصنيع منتجات ذات تكنولوجيا فائقة.

### هيئة الرقابة
- دينيس منطوروف وزير التجارة والصناعة لروسيا الإتحادية رئيس هيئة الرقابة
- سيرجي تشيميزوف مدير عام «روستيخ»
- ألكسندر نزاروف ، نائب المدير العام لشركة روستيخ[22]
- يوري بوريسوف نائب وزير دفاع روسيا الإتحادية
- لاريسا بريتشوفا معاون رئيس روسيا مدير الإدارة الحكومية القانونية في المكتب التنفيذي للرئيس
- إيغور ليفيتين معاون رئيس روسيا الإتحادية
- أنطون سيلوانوف وزير المالية لروسيا الإتحادية
- فلاديمير أوستروفينكو نائب مدير إدارة الرئيس الروسي
- يوري أوشاكوف معاون رئيس روسيا الإتحادية
- الكسندر فومين نائب وزير دفاع روسيا الإتحادية

### إستراتيجية التنمية 2025
في ديسمبر 2015 وافقت هيئة الرقابة للمؤسسة «روستيخ» على إستراتيجية تنمية المؤسسة في الفترة حتى عام 2025. ويتمثل الهدف الأساسي للاستراتيجية في تغيير النموذج الاقتصادي الروسي عن طريق تنويع الاقتصاد وزيادة حصة المنتجات المدنية ذات التكنولوجيا العالية والصادرات غير النفطية.
بحلول عام 2025 سيتم تغيير مصادر دخل «روستيخ» بشكل ملحوظ حيث ستقل حصة مبيعات الأسلحة والتي شكلت 20% في عام 2014 لتصل إلى 13% مع حلول عام 2025 وذلك مع خفض مماثل في نسبة معدات الطيران والبرمجيات من 19% إلى 12%. إلا أن «روستيخ» لا تخطط لتقليص طاقاتها الإنتاجية في مجال توريد الأسلحة ومعدات الطيران والبرمجيات. بدل من ذلك سيتم التقليل المذكور على الأغلب على حساب الزيادة النسبية في المجالات الأخرى وعلى رأسها الإلكترونيات. فينبغي أن تزيد حصة معدات الاتصالات في إيرادات روستيخ من 4% لتصل إلى 12% بحلول عام 2025.
وقد قال مدير عام المؤسسة «روستيخ» سيرجي شيميزوف: «إن تطبيق إستراتيجية تنمية «روستيخ» سوف يغير كيان الاقتصاد الروسي، فوفقا لخطتنا يجب أن نصل بحلول عام 2035 إلى مستوى المنافسين العالميين مثل جنرال إلكتريك وشركة سامسونج. هذا إن إنشاء أمة صناعية متطورة وكذلك طرف رائد في قطاعه سيسمح لروسيا بالابتعاد عن النموذج الاقتصادي المبني على تصدير المواد الخام».
الشركات تم إتخاذ قرار حول إعادة هيكلة المؤسسة «روستيخ» وكافة شركاتها القابضة بشكل تام. وبتمثل الواجب الرئيسي للاستراتيجية في زيادة الإيرادات بالروبل بما في ذلك عن طريق إدخال المنتجات المدنية «الذكية» إلى الأسواق الدولية. فمثل هذه الأسواق تنمو بمعدل يزيد على الضعفين مقارنة بالأسواق التقليدية التي تعمل «روستيخ» فيها.
قال دينيس منطوروف وزير الصناعة والتجارة لروسيا: «إن الاستراتيجية الجديدة لـ«روستيخ» والتي تتنبأ نموا سنويا بنسبة 17 في المائة تأخذ على عاتقها مهمة طموحة للغاية مما يتطلب جهودا كبيرة من قبل قيادة الشركة. إلا أنني مع ذلك أعتقد أن طموحاتها قابلة للتنفيذ إذ أن «روستيخ» هي المؤدي الأساسي في الصناعة الروسية ولديها القدرة اللازمة لتحقيق هذه الأهداف. وستكون تنمية التكنولوجيا العالية إحدى الإتجاهات الرئيسية في الإستراتيجية الجديدة للمؤسسة «روستيخ»».
تعتبر روستيخ من الشركات الصناعية العشرة الكبرى في العالم. وقامت المؤسسة بصياغة الإتجاهات الرئيسية للتنمية وهي زيادة الإيرادات بنسبة 17% سنويا وزيادة حصة المنتجات المدنية إلى درجة كبيرة لتصل بحلول عام 2025 إلى 50%.
تشمل الاستراتيجية الجديدة خمسة عناصر رئيسية هي:
- النمو الجريء
- دخول الأسواق الجديدة
- الفاعلية العملية
- الشراكة مع الأطراف (الأعضاء) الرئيسيين في السوق
- قنوات التوزيع

تعطى الأهمية الأولى للأسواق سريعة النمو للتكنولوجيا العالية مثل الإلكترونيات وتكنولوجيا المعلومات والتشغيل الآلي وأنظمة الإدارة والروبوتات والمواد المستحدثة إلخ.

### عملية إطلاق التسميات التجارية الجديدة
تم إعلان عملية إطلاق التسميات التجارية الجديدة للشركات في 21 ديسمبر 2012. فغيرت المؤسسة تسميتها وشعارها حيث تم إعادة تسمية «روستيخنولوغيي» لتصبح تسميتها «روستيخ». ويضم الشعار الجديد مربع مفتوح يرمز النافذة المفتوحة إلى العالم وكذلك إطار بؤري
يعكس فلسفة الشعار الملفوط للشركة والذي ينص:«شريك في التنمية». كما قامت المؤسسة بإنشاء موقع ويب جديد بستة لغات (الروسية والإنجليزية والألمانية والفرنسية والاسبانية والعربية والصينية). وقد تم اختيار اللغات مع اعتبار البلدان والإقاليم التي تبدو كونها أكبر زبائن للمؤسسة. تقوم «روستيخ» بإنشاء قناة رسمية في يوتيوب وكذلك حسابات لها في شبكات التواصل الاجتماعي مثل الفيسبوك وتويتر وإنستغرام وفكونتاكتي. وقال سيرجي تشيميزوف مدير عام المؤسسة «روستيخ»: «يزداد تأثير الاتصالات والتسميات التجارية على القيمة المضافة للمنتجات» وأضاف قائلا: «نحن بحاجة لتسمية تجارية دولية تمكننا من تحقيق التكنولوجيا العالمية والريادة المالية والتنفيذ الناجح لإستراتيجية المؤسسة وتعزيز رأس مالها». ووفقا لصحيفة «وول ستريت جورنال» فإن تغيير التسمية التجارية  من شأنه أن يجعل المؤسسة أكثر انفتاحا. تم تنفيذ مشروع التسمية التجارية الجديدة للمؤسسة من قبل مركز الاتصالات الإستراتيجية «أبوستول» وإلياس أسكولوف-تسينتسيبير الذي قام بتأسيس وكالة «وينتر» وهي وكالة للملكة المتحدة والذي يشارك في ملكية هذه الوكالة. وتم إعداد تصميم الرسم الجرافيكي تحت إشراف هيزل ماكميلان  (التي تضم أحدث مشاريعها «الخطوط الجوية البريطانية» ((الخطوط الجوية البريطانية) أما إعداد موقع الويب فقد تم من قبل وكالة "SomeOneElse" التي يقع مقرها في المملكة المتحدة والتي تضم مشاريعها "إتش إس بي سي" (إتش إس بي سي) ولاند روفر (لاند روفر) و«بي بي سي» (BBC). هذا وأنفقت المؤسسة 1.5 مليون دولار أمريكي على عملية التسمية التجارية الجديدة.
إن التسمية التجارية للمؤسسة التي تم إطلاقها في أواخر عام 2012 تدرج حاليا بين العلامات التجارية الخمسة عشر الأكثر قيمة في روسيا حيث تماثل قيمتها قيمة الشركات الكبرى مثل شركتي «روسنفط» (Rosneft) و«روستلكوم» (Rostelecom).
كانت «روسيتخ» هي المؤسسة الأولى بين المؤسسات الحكومية الروسية والتي قامت باستخدام كامل الإمكانيات التي تقدمها تكنولوجيا الاتصال الحديثة. أما سياسة شفافية المعلومات التي تتبعها المؤسسة الحكومية فقد سمحت بخلق صورة جديدة لها.

### لمؤشرات المالية
المؤشرات المالية الأساسية لعام 2015 (1 دولار أمريكي= 60,96 روبل):
- الإيرادات الموحدة 18.7 مليار دولار أمريكي
- الدخل الصافي الموحد 1.62 مليار دولار أمريكي
- العائدات من التصدير 5,0 مليار دولار أمريكي
- إجمالي الاستثمارات 2.1 مليار دولار أمريكي
- صادرات المنتجات المبتكرة 1.81 مليار دولار أمريكي

## السياسة الاجتماعية

### برنامج تنمية مراكز العناية في فترة الحمل والولادة
تشترك «روستيخ» إلى جانب وزارة الصحة لروسيا الاتحادية والصندوق الفدرالي للتأمين الطبي الإلزامي والهيئات الفدارلية لسلطات الحكومة في برنامج تنمية مراكز العناية في فترة الحمل والولادة.
من المخطط له في إطار البرنامج إنشاء مؤسسات ذات تكنولوجيا عالية في الأقاليم الروسية لتقديم الرعاية الطبية عالية الجودة وبأسعار مقبولة للأمهات والأطفال (بما في ذلك في فترة الرعاية المبكرة). سيساعد هذا البرنامج على خفض معدل وفيات الأمهات والأطفال الرضيعين وزيادة معدل البقاء على قيد الحياة للأطفال ذوي الوزن المنخفض والمنخفض جدا خلال المراحل الأولى من فترة الحمل.
تقوم «روستيخ» ببناء وتجهيز مراكز للعناية في فترة الحمل والولادة في 15 وحدة إقليمية تابعة لروسيا الإتحادية
- 6 جمهوريات وهي: بشكيريا وبورياتيا وداغستان وإنغوشيا وكاريليا وساخا (ياقوتيا)
- 9 أقاليم وهي: أرخانغلسك، بريانسك، لينينغراد، أورينبورغ، بينزا، بسكوف، سمولينسك، تامبوف، أوليانوفسك.

### برنامج الإسكان لموظفي المؤسسة
جذب المختصين المؤهلين أي الموظفين الذين تتكبد المؤسسة عجز فيهم وكذلك المختصين الشباب خريجي الجامعات ومؤسسات التعليم الثانوي (الخاص) والذين هم أساسيين بالنسبة للمؤسسة.
يتم وفقا للبرنامج الدعم الاعتباري للمؤسسة والعاملين فيها على ثلاثة إتجاهات:
تقديم تعويض أو إعانة لدفع الفوائد أو تقديم قرض أولي كإعارة لشراء العقار
- تقديم تعويض أو إعانة لدفع القيمة الإيجارية ومدفوعات البلدية
- تقديم الدعم الإداري والمنهجي والمالي لجمعيات الإسكان المقامة بين[31] موظفي شركات المجمع الدفاعي العسكري التابعة للمؤسسة.

### التعليم
تم بفضل البرنامج التعليمي للمؤسسة خلق الظروف اللازمة لتنمية موارد الكوادر بشكل ثابت مما يساعد إدارة المؤسسة على التناسب مع المتطلبات الحديثة والمعايير الدولية في مجال إدارة النشاط الابتكاري للمؤسسة.
تتعاون «روستيخ» مع 312 جامعة قامت كل منها بإبرام إتفاقيات مع الشركات التابعة للمؤسسة حول تدريب المتخصصين بشكل موضوعي وتعزيز التعاون في المجال العلمي والفني وإجراء الأبحاث العلمية والأعمال التصميمة والهندسية بشكل مشترك.
يبلغ عدد الإقسام الأساسية المخصصة في الجامعات للشركات القابضة والشركات التابعة للمؤسسة 294 قسم. وفي عام 2015 تم بالتعاون مع الجامعات تنفيذ 165 مشروع ابتكاري علما بأن حجم تمويل الأبحاث العلمية والأعمال التصميمة والهندسية التي تم إجراؤها في إطار هذه المشاريع بلغ 2,8 مليار روبل.
قامت المؤسسة بأنشاء قسم للإدارة في مجال التعاون العسكري الفني لدى معهد موسكو الحكومي للعلاقات الدولية (MGIMO) حيث تم تعليم وتوفير فرص عمل في المؤسسة لأكثر من 80 طالب. هذا وتتعاون «روستيخ» مع مؤسسات رائدة أخرى للتعليم العالي بما في فيها جامعة موسكو الحكومية الفنية التي تحمل اسم باومان والجامعة الروسية للاقتصاد التي تحمل اسم بليخانوف.

## الرعاية
تقدم «روستيخ» المساعدات الخيرية وتقوم برعاية التعليم والفن وقطاع الثقافة ودعم الأحداث الرئيسية المهمة للحياة الثقافية والاجتماعية للبلد.
كما تقدم «روستيخ» الدعم للمسابقات الرياضية الروسية والمسابقات المهمة من الناحية الاجتماعية وكما تدعم المؤسسات التعليمية وعملية تدريب الكوادر للشركات التابعة للمؤسسة.
في مايو 2015 أصبحت «روستيخ» شريكا إستراتيجيا لـ "بي في سي أرسنال تولا" (PFC Arsenal Tula). تمثل الإتفاقية وثيقة شاملة تهدف إلى دعم وتطوير الرياضات الجماعية في تولا هذا وأصبحت «روستيخ» من خلال «أرسنال» مؤسسا وشريكا رئيسيا للمهرجان الدولي للألعاب النارية وقامت لسنوات عديدة بدعم مهرجان «برج سباسكايا».
قام مهرجان «برج سباسكايا» الموسيقي العسكري الدولي تحت رعاية «روستيخ» سنويا. حيث تقوم أفضل الفرق الموسيقية العسكرية الروسية والأجنبية بعزف الموسيقى الشعبية كما تقوم وحدات حرس الشرف لرؤساء الدول بإبداء مهاراتها في الساحة الحمراء في موسكو. أقامت «روستيخ» مهرجان الألعاب النارية الدولي الأول من نوعه في روسيا حيث شارك أفضل مهراء الألعاب النارية من أوروبا وآسيا وأمريكا اللاتينية وروسيا في إستعراضات الألعاب النارية والتدبيرات الموسيقية التي أقيمت في منطقة «فوروبيوفي غوري» (جبال العصافير) في موسكو.
في عام 2015 قامت «روستيخ» بدعم الفريق الروسي في التدبير الرياضي الدولي المخصص للأشخاص ذوي الإعاقة العقلية الألعاب العالمية «الأوليمباد الخاص» في لوس انجليس. شارك في ألعاب «الأولمبياد الخاص 2015» الدولية الصيفية 248 لاعب ومدرب من 25 إقليم روسي حيث أشترك الرياضيون في 24 نوع من الرياضة بينها سباقات المضمار والميدان والسباحة والجودو ورفع الاثقال وكرة اليد والكرة الطائرة وكرة القدم وكرة السلة والجمباز الإيقاعي والفني وكرة الريشة وغيرها. نال الفريق الروسي 119 ميدالية ذهبية و50 ميدالية فضية و42 ميدالية برونزية. ووفقا لنتائج ألعاب الأولمبياد الخاص نال الفريق الروسي 26 ميدالية ذهبية وفاز بالمركز الأول بأغلبية ساحقة سابقا الولايات المتحدة الأمريكية وكندا وخمس فرق من الصين.
قامت «روستيخ» بالتعاون مع اتحاد المهندسين الروس بإجراء أولمبياد مدرسي لإختصاصات الهندسة تحت عنوان «نجوم: مواهب في الدفاع والأمن» وهو أكبر أولمبياد أكاديمي روسي لطلبة المدارس.إن المشاركة في هذا الأولمبياد تشجع طلاب المدارس على الاهتمام بالأبحاث العلمية مما يعمل على تدفق الشباب الموهوبين للدراسة في الجامعات الإقليمية.
المؤسسة الحكومية «روستيخ» هي أحد منظمي الندوة الدولية الصناعية للشباب «مهندسي المستقبل». هذا وتم الأعتراف بالنوة كونها منصة فريدة من نوعها للتبادل بالخبرات المهنية بين العلماء الشباب من الشركات الصناعية الروسية والأجانبية. شارك خلال خمس سنوات في هذا التدبير أكثر من 5000 مختص شاب وعالم وطالب جامعي وخريج جامعة عليا من أكثر من 40 بلد.
في عام 2015 تمت بدعم من المؤسسة «روستيخ» إقامة الأولمبياد الرقمي الدولي لطلاب الجامعة في التخصصات العلمية والتقنية والطبيعية «زي كا» III. تم إجراء المسابقة الفكرية بشكل رقمي وعلى ثلاثة جولات وضمت المسابقة آلاف الطلاب من جميع أنحاء روسيا وغيرها من البلدان. بلغ إجمالي جوائز الجولة الاخيرة من الاولمبياد 3 ملايين روبل.
من أجل تحسين عملية التدريب المهني للموظفين تتعاون «روستيخ» مع الحركة (المسابقة العالمية للمهارات). تم في عام 2015 إبرام اتفاق بين المؤسسة و (WorldSkills Russia) حول التعاون الهادف بشكل أساسي إلى العمل المشترك في مجال تدريب المختصين للعمل في صناعات التكنولوجيا العالية. ووفقا للإتفاقية السارية لمدة ثلاثة سنوات فإن المؤسسة الحكومية «روستيخ» هي الشريك الأساي لـ (WorldSkills Russia).